# Actinonaias ellipsiformis
Actinonaias ellipsiformis är en musselart som beskrevs av Conrad. Actinonaias ellipsiformis ingår i släktet Actinonaias och familjen målarmusslor. Inga underarter finns listade i Catalogue of Life.